# Liste der Sieger bei PDC-Turnieren 2011
{{Die Liste der Sieger bei PDC-Turnieren 2011 listet zuerst alle Sieger bei den Major-Turnieren der Professional Darts Corporation auf. Im Weiteren werden die weiteren Turniersieger aufgelistet und Statistiken aufgezeigt.
←2010 2012→

## Turniersieger

### Major-Turniere
| Turnier                     | Sieger        | Finalist       | Ergebnis | Format |
| --------------------------- | ------------- | -------------- | -------- | ------ |
| Weltmeisterschaft           | Adrian Lewis  | Gary Anderson  | 7:5      | Sätze  |
| Players Championship Finals | Phil Taylor   | Gary Anderson  | 13:12    | Legs   |
| Premier League              | Gary Anderson | Adrian Lewis   | 10:4     | Legs   |
| UK Open                     | James Wade    | Wes Newton     | 11:8     | Legs   |
| World Matchplay             | Phil Taylor   | James Wade     | 18:8     | Legs   |
| European Championship       | Phil Taylor   | Adrian Lewis   | 11:8     | Legs   |
| World Grand Prix            | Phil Taylor   | Brendan Dolan  | 6:3      | Sätze  |
| Championship League         | Phil Taylor   | Paul Nicholson | 6:1      | Legs   |
| Grand Slam                  | Phil Taylor   | Gary Anderson  | 16:4     | Legs   |
| Players Championship Finals | Kevin Painter | Mark Webster   | 13:9     | Legs   |

### Players Championships
Alle Ergebnisse wurden im Legmodus ausgespielt.
| Turnier                 | Sieger                | Finalist              | Ergebnis |
| ----------------------- | --------------------- | --------------------- | -------- |
| Players Championship 1  | Mervyn King           | Vincent van der Voort | 6:1      |
| Players Championship 2  | Ronnie Baxter         | Toni Alcinas          | 6:4      |
| Players Championship 3  | Jamie Caven           | Adrian Lewis          | 6:2      |
| Players Championship 4  | John Part             | Mark Walsh            | 6:0      |
| Players Championship 5  | Paul Nicholson        | Adrian Lewis          | 6:4      |
| Players Championship 6  | Wes Newton            | Paul Nicholson        | 6:4      |
| Players Championship 7  | John Part             | Denis Ovens           | 6:0      |
| Players Championship 8  | Vincent van der Voort | Phil Taylor           | 6:5      |
| Players Championship 9  | Gary Anderson         | Terry Jenkins         | 6:3      |
| Players Championship 10 | Paul Nicholson        | Terry Jenkins         | 6:3      |
| Players Championship 11 | Paul Nicholson        | Steve Brown           | 6:4      |
| Players Championship 12 | Andy Smith            | Dave Chisnall         | 6:2      |
| Players Championship 13 | Gary Anderson         | Wes Newton            | 6:5      |
| Players Championship 14 | Gary Anderson         | Andy Smith            | 6:3      |
| Players Championship 15 | John Part             | Wes Newton            | 6:4      |
| Players Championship 16 | Ronnie Baxter         | Kevin Painter         | 6:2      |
| Players Championship 17 | Raymond van Barneveld | John Part             | 6:2      |
| Players Championship 18 | Gary Anderson         | Peter Wright          | 6:2      |
| Players Championship 19 | Gary Anderson         | Colin Lloyd           | 6:2      |
| Players Championship 20 | Richie Burnett        | Dave Chisnall         | 6:4      |
| Players Championship 21 | Phil Taylor           | Michael van Gerwen    | 6:3      |
| Players Championship 22 | Justin Pipe           | Phil Taylor           | 6:5      |
| Players Championship 23 | Justin Pipe           | Gary Anderson         | 6:5      |
| Players Championship 24 | James Wade            | Justin Pipe           | 6:3      |
| Players Championship 25 | Colin Osborne         | James Richardson      | 6:2      |
| Players Championship 26 | James Wade            | Raymond van Barneveld | 6:2      |
| Players Championship 27 | Mervyn King           | Wes Newton            | 6:3      |
| Players Championship 28 | Justin Pipe           | Vincent van der Voort | 6:3      |
| Players Championship 29 | Dave Chisnall         | Justin Pipe           | 6:4      |
| Players Championship 30 | Phil Taylor           | Ronnie Baxter         | 6:1      |
| Players Championship 31 | Phil Taylor           | Justin Pipe           | 6:4      |

### UK Open Qualifiers
Bei den UK Open Qualifiern wurde ausgespielt, wer sich für die UK Open qualifiziert.
Alle Ergebnisse wurden im Legmodus ausgespielt.
| Turnier             | Sieger                | Finalist              | Ergebnis |
| ------------------- | --------------------- | --------------------- | -------- |
| UK Open Qualifier 1 | Steve Brown           | Ian White             | 6:3      |
| UK Open Qualifier 2 | Michael Smith         | Dave Chisnall         | 6:5      |
| UK Open Qualifier 3 | Adrian Lewis          | Robert Thornton       | 6:4      |
| UK Open Qualifier 4 | Vincent van der Voort | Raymond van Barneveld | 6:4      |
| UK Open Qualifier 5 | Gary Anderson         | Phil Taylor           | 6:5      |
| UK Open Qualifier 6 | Phil Taylor           | Joe Cullen            | 6:1      |
| UK Open Qualifier 7 | Gary Anderson         | Phil Taylor           | 6:2      |
| UK Open Qualifier 8 | Phil Taylor           | Colin Osborne         | 6:3      |

### Youth Tour
Auf der Youth Tour durften Spieler zwischen 16 und 23 Jahren teilnehmen.
Alle Ergebnisse wurden im Legmodus ausgespielt.
Diese Turnierserie wurde zum ersten Mal ausgetragen.
| Turnier       | Sieger             | Finalist             | Ergebnis |
| ------------- | ------------------ | -------------------- | -------- |
| Youth Tour 1  | Adam Hunt          | Josh Jones           | 4:2      |
| Youth Tour 2  | Shaun Griffiths    | Michael Smith        | 4:2      |
| Youth Tour 3  | Ryan Harrington    | Steve Haggerty       | 4:2      |
| Youth Tour 4  | Paul Barham        | Chris Aubrey         | 4:2      |
| Youth Tour 5  | Ricky Evans        | David Coyne          | 4:1      |
| Youth Tour 6  | Michael van Gerwen | Ash Khayatzadeh      | 4:0      |
| Youth Tour 7  | Joe Cullen         | Paul Barham          | 4:2      |
| Youth Tour 8  | Michael van Gerwen | Co Stompé Jr.        | 4:1      |
| Youth Tour 9  | Reece Robinson     | Shaun Griffiths      | 4:0      |
| Youth Tour 10 | Joe Cullen         | Gino Vos             | 4:2      |
| Youth Tour 11 | Michael van Gerwen | Michael Smith        | 4:1      |
| Youth Tour 12 | Paul Barham        | Willem Mandigers     | 4:3      |
| Youth Tour 13 | Joe Cullen         | Michael Smith        | 4:3      |
| Youth Tour 14 | Michael van Gerwen | Joe Cullen           | 4:2      |
| Youth Tour 15 | Paul Barham        | Dirk van Duijvenbode | 4:1      |

### Qualifikationen zur Weltmeisterschaft
Um die Internationalität des Wettbewerbs und Spieler aus Ländern mit weniger Dartskultur und Frauen zu fördern, werden diverse Qualifikationsturniere für die World Darts Championship ausgetragen.
Alle Ergebnisse wurden im Legmodus ausgespielt.
| Turnier                            | Sieger           | Zweitplatzierter |
| ---------------------------------- | ---------------- | ---------------- |
| Australische Tour                  | Sean Reed        |                  |
| Japanischer Qualifier              | Haruki Muramatsu |                  |
| Finnischer Qualifier               | Petri Korte      |                  |
| Schwedischer Qualifier             | Dennis Nilsson   |                  |
| Dänische Qualifikationsserie       | Per Laursen      |                  |
| Großraum China-Qualifier           | Scott McKenzie   |                  |
| Philippinischer Qualifier          | Christian Perez  |                  |
| Südasiatischer Qualifier           | Lee Choon-peng   |                  |
| New Zealand Championship           | Warren French    |                  |
| Ozeanische Meisterschaft           | Geoff Kime       |                  |
| PDC South African Masters          | Devon Petersen   |                  |
| Deutscher Qualifier                | Kevin Münch      |                  |
| Tom Kirby Memorial Irish Matchplay | Connie Finnan    |                  |
| Osteuropäischer Qualifier          | Dietmar Burger   |                  |
| Südosteuropäischer Qualifier       | Oliver Ferenc    |                  |
| Westeuropäischer Qualifier         | José de Sousa    |                  |
| PDPA Qualifier                     | Arron Monk       | Joe Cullen       |

 Darin Young erhielt einen Startplatz als bester Nordamerikaner in der Order of Merit.
 Toni Alcinas,  Mensur Suljović,  Jyhan Artut und  Kurt Van de Rijk qualifizierten sich als beste Spieler vom europäischen Festland in der PDC Order of Merit.

## Statistiken

### Sieger und Finalisten nach Nationalität
Die Qualifikationsturniere zur Weltmeisterschaft sind hier nicht eingerechnet. Die Anzahl der Finale stehen in Klammern.
| Turnierart           | AUS   | ENG     | IRL   | CAN   | NED   | NIR   | SCO   | ESP   | WAL   |
| -------------------- | ----- | ------- | ----- | ----- | ----- | ----- | ----- | ----- | ----- |
| Majorturnier         | 0 (1) | 9 (13)  | 0     | 0     | 0     | 0 (1) | 1 (4) | 0     | 0 (1) |
| Players Championship | 3 (4) | 17 (40) | 0     | 3 (4) | 2 (6) | 0     | 5 (7) | 0 (1) | 1 (1) |
| UK Open Qualifiers   | 0     | 5 (11)  | 0     | 0     | 1 (2) | 0     | 2 (3) | 0     | 0     |
| Youth Tour           | 0     | 11 (21) | 0 (1) | 0     | 4 (8) | 0     | 0     | 0     | 0     |

### Errungenschaften

#### Persönliche Errungenschaften
- Erstet Weltmeisterschaftstitel: Adrian Lewis
- Erstes Weltmeisterschaftsfinale: Adrian Lewis, Gary Anderson
- Erster PDC-Majortitel: Adrian Lewis, Gary Anderson, Kevin Painter
- Erstes PDC-Majorfinale: Wes Newton, Brendan Dolan, Mark Webster

- Erster Players Championship/UK Open Qualifier-Titel: Richie Burnett, Justin Pipe, Dave Chisnall, Steve Brown, Michael Smith

- Erstes Players Championship/UK Open Qualifier-Finale: Toni Alcinas, Steve Brown, Dave Chisnall, Justin Pipe, James Richardson, Ian White, Michael Smith, Joe Cullen

#### Nationale Errungenschaften
- Erster Weltmeisterschaftsqualifikant:  Malaysia,  Portugal,  Serbien
- Erster PDC-Major-Sieger:  Schottland
- Erster PDC-Major-Finalist:  Nordirland

Die Youth Tour ist hier nicht aufgeführt, da die Erfolge aufgrund der Erstaustragung automatisch zum ersten Mal erreicht wurden.

### Majorturniere
| Spieler        | Siege | Finalniederlagen |
| -------------- | ----- | ---------------- |
| Phil Taylor    | 6     | 0                |
| Gary Anderson  | 1     | 3                |
| Adrian Lewis   | 1     | 2                |
| James Wade     | 1     | 1                |
| Kevin Painter  | 1     | 0                |
| Brendan Dolan  | 0     | 1                |
| Wes Newton     | 0     | 1                |
| Paul Nicholson | 0     | 1                |

### Players Championship
| Spieler               | Siege | Finalniederlagen |
| --------------------- | ----- | ---------------- |
| Gary Anderson         | 5     | 1                |
| Justin Pipe           | 3     | 3                |
| Phil Taylor           | 3     | 2                |
| Paul Nicholson        | 3     | 1                |
| John Part             | 3     | 1                |
| Ronnie Baxter         | 2     | 1                |
| Mervyn King           | 2     | 0                |
| James Wade            | 2     | 0                |
| Wes Newton            | 1     | 3                |
| Dave Chisnall         | 1     | 2                |
| Vincent van der Voort | 1     | 2                |
| Raymond van Barneveld | 1     | 1                |
| Andy Smith            | 1     | 1                |
| Richie Burnett        | 1     | 0                |
| Jamie Caven           | 1     | 0                |
| Colin Osborne         | 1     | 0                |
| Terry Jenkins         | 0     | 2                |
| Adrian Lewis          | 0     | 2                |
| Toni Alcinas          | 0     | 1                |
| Steve Brown           | 0     | 1                |
| Michael van Gerwen    | 0     | 1                |
| Colin Lloyd           | 0     | 1                |
| Denis Ovens           | 0     | 1                |
| Kevin Painter         | 0     | 1                |
| James Richardson      | 0     | 1                |
| Mark Walsh            | 0     | 1                |
| Peter Wright          | 0     | 1                |

### UK Open Qualifiers
| Spieler               | Siege | Finalniederlagen |
| --------------------- | ----- | ---------------- |
| Phil Taylor           | 2     | 2                |
| Gary Anderson         | 2     | 0                |
| Steve Brown           | 1     | 0                |
| Adrian Lewis          | 1     | 0                |
| Michael Smith         | 1     | 0                |
| Vincent van der Voort | 1     | 0                |
| Raymond van Barneveld | 0     | 1                |
| Dave Chisnall         | 0     | 1                |
| Joe Cullen            | 0     | 1                |
| Colin Osborne         | 0     | 1                |
| Robert Thornton       | 0     | 1                |
| Ian White             | 0     | 1                |

### Youth Tour
| Spieler              | Siege | Finalniederlagen |
| -------------------- | ----- | ---------------- |
| Joe Cullen           | 4     | 1                |
| Michael van Gerwen   | 4     | 0                |
| Paul Barham          | 3     | 0                |
| Shaun Griffiths      | 1     | 1                |
| Ricky Evans          | 1     | 0                |
| Ryan Harrington      | 1     | 0                |
| Adam Hunt            | 1     | 0                |
| Reece Robinson       | 1     | 0                |
| Michael Smith        | 0     | 3                |
| Chris Aubrey         | 0     | 1                |
| David Coyne          | 0     | 1                |
| Dirk van Duijvenbode | 0     | 1                |
| Steve Haggerty       | 0     | 1                |
| Josh Jones           | 0     | 1                |
| Ash Khayatzadeh      | 0     | 1                |
| Willem Mandigers     | 0     | 1                |
| Co Stompé Jr.        | 0     | 1                |
| Gino Vos             | 0     | 1                |